# Mevesia alternans
Mevesia alternans là một loài tò vò trong họ Ichneumonidae.